# Edösfalva
Koordináták: é. sz. 48,9671°, k. h. 20,4734°48.967100°N 20.473400°E
Edösfalva (1905-ig Hadusfalu, közben 1892-93-ban Édesfalu, szlovákul: Hadušovce, németül: Hadersdorf, lengyelül: Haduszowce) Szepestamásfalva településrésze, egykor önálló falu Szlovákiában, a Kassai kerület Iglói járásában.

## Fekvése
Iglótól 8 km-re nyugatra fekszik, Szepestamásfalvának a vasúttól északra eső részét képezi.

## Története
1329-ben „Edustornya” néven említik először. Nevét első birtokosáról: Edusról kapta.
A 18. század végén Vályi András így ír róla: „HADUSFALVA. Hadusovetz, Hädrsdorf. Tót, és német falu Szepes Várm., földes Urai Újházi, és több Uraságok, lakosai katolikusok, fekszik Iglónak szomszédságában, Lethánfalvának filiája, határjának 3/4 része termékeny, legelője elegendő, fája mind a’ két féle, el adásra jó módgya van.”
Fényes Elek 1851-ben kiadott geográfiai szótárában így ír a faluról: "Haduszfalva, tót falu, Szepes vmegyében, Smizsánhoz 1/2 órányira: 265 kath., 4 evang. lak. F. u. Okolicsányi, Szentandrássy, s m. Ut. p. Lőcse."
1893-ban régi magyar nevét kapta vissza. 1910-ben 118, túlnyomórészt szlovák lakosa volt. A trianoni diktátumig Szepes vármegye Iglói járásához tartozott.

## Nevezetességei
- A településen egy reneszánsz eredetű 17. századi kúriát láthatunk, amit később többször átépítettek.

## Lásd még
- Szepestamásfalva